# Мандрівник (телесеріал)
Мандрівник (англ. Journeyman) — проєкт студії 20th Century Fox та NBC, що стартував 2007 року. На сьогодні серіал нараховує 13 серій.

## Сюжет
Журналіст Ден Вассер (Кевін МакКід) має все, аби жити щасливо: у нього чудова дружина, син, гарна робота. Але одного дня з Деном відбувається фантастична подія — він повертається в часі на 10 років, до моменту, коли все його житті було інакшим. Повернувшись у свій час він розуміє, що ці часові стрибки якось пов'язані з людьми, іноді навіть йому незнайомими. Коли в їхньому житті настає переломний момент, якась невідома сила повертає Дена назад, аби він виправив ситуацію. Перед героєм постає складне питання — утримати сімейне щастя в своєму часі й одночасно змінити минуле.